# Anatolij Boriszovics Ballo
Anatolij Boriszovics Ballo (oroszul: Анатолий Борисович Балло; Moszkva, 1961. április 18.) orosz üzletember, az oroszországi Vnyesekonombank alelnöke, a Malév igazgatósági elnöke.
A Moszkvai Pénzügyi Főiskolán végzett 1983-ban nemzetközi gazdasági kapcsolatok szakon. Ezután a Szovjetunió Építőanyagipari Minisztériumának egyik tudományos kutatóintézetében dolgozott 1991-ig, először mint közgazdász, később tudományos munkatársként. 1991-ben az akkor még létező Szovjetunió Állami Bankjához ment dolgozni vezető szakértőként, majd 1992-ben a bank jogutódjának, az Oroszországi Föderáció Központi Bankjának vezető közgazdásza lett. 1992-ben az Orosz Projektfinanszírozási Bankhoz távozott (2000-től Kisvállalkozás-hitelezési Bank), ott kezdetben vezető tanácsadó, menedzser, majd később a felügyelőbizottság titkára, ügyvezető igazgató lett. 2000-ben került a Vnyesekonombankhoz tanácsadónak. 2002–2005 között az orosz Külkereskedelmi Banknál dolgozott, annak a vezérigazgató-helyettese volt. 2005-ben visszatért a Vnyesekonombankhoz, annak egyik igazgatóságát vezette 2007-ig. Ekkor nevezték ki a bank igazgatótanácsa tagjának és vezérigazgató-helyettesnek. A Malév tulajdonosi jogait gyakorló Vnyesekonombank először a légitársaság felügyelőbizottságába delegálta. Majd 2009 elején lemondott a felügyelőbizottsági tagságáról, és a Malév közgyűlése először az igazgatóság tagja, majd annak elnöke lett.

## Külső hivatkozások
- Életrajza a Vnyesekonombank honlapján
- Új elnök a Malév élén - origo.hu, 2009. 02. 10. Archiválva 2010. január 9-i dátummal a Wayback Machine-ben